# Luigi Giuseppe Lasagna
Luigi Giuseppe Lasagna, connu comme Dom Luís, né le 4 mars 1850 à Montemagno, dans la province d'Asti, au Piémont, et mort le 6 novembre 1895 à Juiz de Fora, Brésil, est un prêtre salésien et évêque catholique italien naturalisé brésilien. Il est le fondateur des œuvres salésiennes au Brésil et en Uruguay.

## Biographie
Né le 4 mars 1850 à Montemagno, dans le Piémont (Italie), Luigi Giuseppe Lasagna est ordonné prêtre salésien le 30 juin 1873. Avec l'aide de Don Bosco, il est envoyé missionnaire en Amérique latine en 1876. Le 10 mars 1893, il est élu par le pape Léon XIII évêque titulaire d'Oea et consacré le 12 mars par le cardinal Lucido Maria Parocchi.
Dom Luís commence son ministère missionnaire en Uruguay et devient directeur du Colegio de Villa Colón. En 1881, il inaugure une station météorologique, fondant plus tard une université catholique et un lycée d'agriculture. En 1883, il commence son ministère au Brésil.
Il est décédé en 1895 à Juiz de Fora, victime d'un accident de chemin de fer quand deux trains de la compagnie Estrada de Ferro Central do Brasil se sont percutés. Dans le même accident décèdent sept religieuses, cinq autres prêtres et un chauffeur de locomotive.

## Succession apostolique
Dom Luís est, en 1894, le co-consacrant de l'ordination épiscopale de Mgr Pio Gaetano Secondo Stella et est aussi, en 1895, le consacrant de l'ordination épiscopale de Mgr Juan Sinforiano Bogarín.  